# الرحلة الكبرى (فلم 1981)
الرحلة الكبرى هو فيلم مغربي من إخراج محمد عبد الرحمن التازي سنة 1981، وبطولة كل من علي حسن، نادية أتبيب، و جيلالي فرحاتي ،خديجة أسد.